# Nina Karlsson
Nina Karlsson (rus. "Нина Карлссон"; pravim prezimenom Gorun, rus. Горун,  Lenjingrad, Rusija, 3. siječnja 1986.) - ruska džez pjevačica, pjesnikinja i skladateljica s konzervatorijskim obrazovanjem koja u svojim pjesmama kombinira blues, džez, kabaret i čak rock. Osnivačica je i pjevačica grupe Nina Karlsson.
Nina nastupa solo - na klaviru i s istoimenom grupom.

## Biografija
Nina Karlsson se rodila 3. siječnja 1986. u obitelji liječnika, i ima mlađeg brata Sergeja, glazbenika, producenta zvuka, trombonista u bendu The Krolls.
Od 1993. do 2003. Nina je pohađala Ohtinski licej Humanističko-estetskog obrazovanja, odjel za klavir i kompozicije. Od 2001. je pohađala nastavu u Aničkovom liceju. Od 2003. do 2008. obrazovala se u Sanktpeterburškom konzervatoriju na Kompozitorskom fakultetu.
Za vrijeme studija Nina je napisala glazbu za dokumentarni film Igora Šadhana Između mira i rata - film u osam dijelova o Izraelu i Cahalu, te balet za djecu Sjećanja na djetinjstvo.
Njezina pjevačka karijera je započela slučajno - 3. veljače 2008. trebala je nastupiti kao pratnja na projektu "Ulysses In Arms/On The Way To Perseus" na dobrotvornom koncertu u jednom od peterburških klubova. Pjevač grupe nije mogao doći, te je Nina odlučila improvizirati. Kao tekstove za pjesme je koristila stihove Jamesa Joycea (koje je slučajno imala sa sobom). Eksperiment je bio uspješan, te su je od tog trenutka počeli pozivati da nastupa u peterburškim klubovima. Sve pjesme koje je izvodila bile su na engleskom jeziku. Pjevač grupe Animal DžaZ Aleksandr Krasovickij je nazvao Ninu "glazbenim otkrićem 2008. godine".
1. travnja 2008., u klubu A2, održala je prvi koncert s glazbenicima (saksofon, bas-gitara, bubnjevi, vokal i klavijature). Grupu su odlučili nazvati po pjevačici - Nina Karlsson. Sastav grupe se tijekom 2008. – 2009. mijenjao.
Grupa je prvi album "I DENY" snimila u Moskvi, u studiju Ilje Lagutenka, pjevača grupe Mumij Troll u Podmoskovlju. Režiser i producent zvuka albuma bio je Pavlo Ševčuk. Završnu obradu snimaka je napravio američki producent Vlado Meller.
Album je izašao u 30. kolovoza 2010. godine pod diskografskom etiketom "SOJUZ-Voshod" Artemija Troickog. Studijski album zvuči drugačije nego na koncertima: glazbenici su koristili kontrabas, metalofon, raritetne sintesajzere, teremin, flautu, violinu i čak glasove obitelji Simpson.
Prezentaciju prvog albuma održali su u rujnu u klubu "Kosmonavt" u Sankt Peterburgu i "16 tonn" u Moskvi, a zatim su ga nastavili promovirati u baltičkim republikama (Vilnius, Riga, Klaipėda, Tallin), Njemačkoj (Berlin, Hamburg), u velikim ruskim gradovima i na otoku Sahalinu.
Grupa je nastupila 2009. godine na Međunarodnom glazbenom festivalu "Stereoleto" u Sankt Peterburgu (headliner je te godine bio Nick Cave) i "Lady in Jazz" u Moskvi 2010. 13. lipnja 2010. Nina je s grupom nastupila na dodjeli nagrada Stepnoj volk, a također je bila nominirana u kategorijama Debi i Glas. U srpnju 2010. Nina je pobijedila u kategoriji Debi na portalu OpenSpace.
16. rujna 2010. grupa je nastupila na dodjeli nagrada časopisa Gq "Osoba godine" u kazalištu Et Cetera. U duetu s Antonom Sevidovim iz grupe Tesla Boy je izvela pjesmu "Veter peremen", a dodjela se emitirala na kanalu STS.
2011. je nastupila na festivalu "Stereozima" (headliner Nouvelle Vague) u "Usad'ba. Džaz". Glazbenici su nastupali na istoj sceni s orguljašem Cameronom Carpenterom na božićnoj večeri "Cartiera".
Nina Karlsson piše pjesme na engleskom i ruskom jeziku: od samog početka karijere pjevala je na engleskom, no početkom 2011. godine u klubu Šestnadcat' tonn Nina je predstavila nove pjesme na ruskom jeziku, a u ožujku 2012. godine objavila je dva singla na ruskom jeziku, "Balet" (rus. "Балет") i "Volna" (rus. "Волна"). Video za pjesmu "Balet" prikazan je na televizijskom kanalu Dožd. 
U pisanju pjesama Nini pomažu glazbenici Viktor Pro... Sankov (dodao je pjesmama bas i flautu) i Aleksandr Potapov (s njegovim se dolaskom u zvuku pojavilo ono što glazbenici nazivaju "catch").
Kao utjecaje navodi engleske pjesnike Jamesa Joycea i Wystana Hugha Audena, kompozitore Stravinskog i Henryja Purcella, te redatelje Tima Burtona, Davida Lyncha i animiranu TV seriju "Simpsoni".
U listopadu 2011. godine Nina Karlsson se udala za pjevača grupe Kirpiči Vasilija Vasina.
5. listopada 2012. pjevačica je predstavila novi program "To The Sun" i nove glazbenike u klubu "A2".

## Diskografija
- 2008. - Live (DVD)
- 2010. - I DENY (CD)
- 2010. - Live @ Kosmonavt club (DVD)
- 2012. - "Balet", "Volna" (singlovi)

## Nominacije i nagrade
- 2010. - nominacija u kategoriji Glazba za nagradu Top50 Sobaka.Ru[8]
- 2010. - nominacije u kategorijama Debi i Glas za nagradu Stepnoj volk Artemija Troickog[9]
- 2010. - pobjednik u kategoriji Debi na portalu Openspace[10]
- 2012. - nominacija u kategoriji Glas za nagradu Stepnoj volk 2012[11]
- 2012. - TOP-100 najljepših ljudi Moskve[12]

## Članovi grupe
- Nina Karlsson - vokal, klavijature, glazba, stihovi
- Viktor Pro... Sankov - bas, flauta, gitara
- Aleksandr Potapov - bubnjevi
- Konstantin Danilov - klavijature